# Josef Vögele
Josef Vögele (* 20. März 1893 in Zaisenhausen, Württemberg; † 4. Dezember 1974 in Stuttgart) war ein deutscher Journalist und Verleger.

## Werdegang
Nach der Reifeprüfung absolvierte Vögele eine Ausbildung im Pressewesen und war im Anschluss von 1912 bis 1919 als Redakteur für die Oberschwäbische Volkszeitung in Ravensburg tätig. 1919 kam er als politischer Redakteur zum Schwäbischen Volksboten in Ulm. Von 1920 bis zu seiner politisch begründeten Absetzung 1933 war er Leiter der Pressestelle des württembergischen Staatsministeriums.
Er trat 1933 in den Schwabenverlag ein, den er als Direktor über die Zeit des Nationalsozialismus und den Zweiten Weltkrieg hinaus führte.

## Ehrungen
- 1952: Verdienstkreuz (Steckkreuz) der Bundesrepublik Deutschland.

- 1958: Großes Bundesverdienstkreuz